# ماريا بارينتوس
ماريا بارينتوس (بالإسبانية: María Barrientos)‏ هي مغنية أوبرا ومغنية إسبانية، ولدت في 4 مارس 1884 في برشلونة في إسبانيا، وتوفيت في 8 أغسطس 1946 في Ciboure ‏ في فرنسا.

## وصلات خارجية
- ماريا بارينتوس على موقع ميوزك برينز (الإنجليزية)
- ماريا بارينتوس على موقع أول ميوزيك (الإنجليزية)
- ماريا بارينتوس على موقع ديسكوغز (الإنجليزية)